# San Juan (Cudillero)
San Juan (en asturiano: San Xuan) es una aldea española de la parroquia de San Juan de Piñera, perteneciente al municipio de Cudillero, en la comunidad autónoma de Asturias.

## Toponimia
El lugar puede encontrarse referido como San Juan y San Xuan.

## Historia
Hacia mediados del siglo XIX, el lugar, ya por entonces perteneciente a la parroquia de San Juan de Piñera del municipio de Cudillero, tenía contabilizada una población de 130 habitantes. Aparece descrito en el noveno volumen del Diccionario geográfico-estadístico-histórico de España y sus posesiones de Ultramar de Pascual Madoz con las siguientes palabras:

JUAN (san): l. en la prov. de Oviedo, ayunt. de Cudillero y felig. de San Juan de Piñera. sit. al pie de la sierra de Snata Ana de Montasis. prod. maiz, habas, patatas, escanda, lino y otros frutos. pobl.: 30 vec., 130 alm. (V.)
(Madoz, 1847, p. 644)

En 2023, la entidad singular de población de San Juan tenía empadronados 34 habitantes, todos ellos en el núcleo de población de ese nombre.